# Украинское барокко

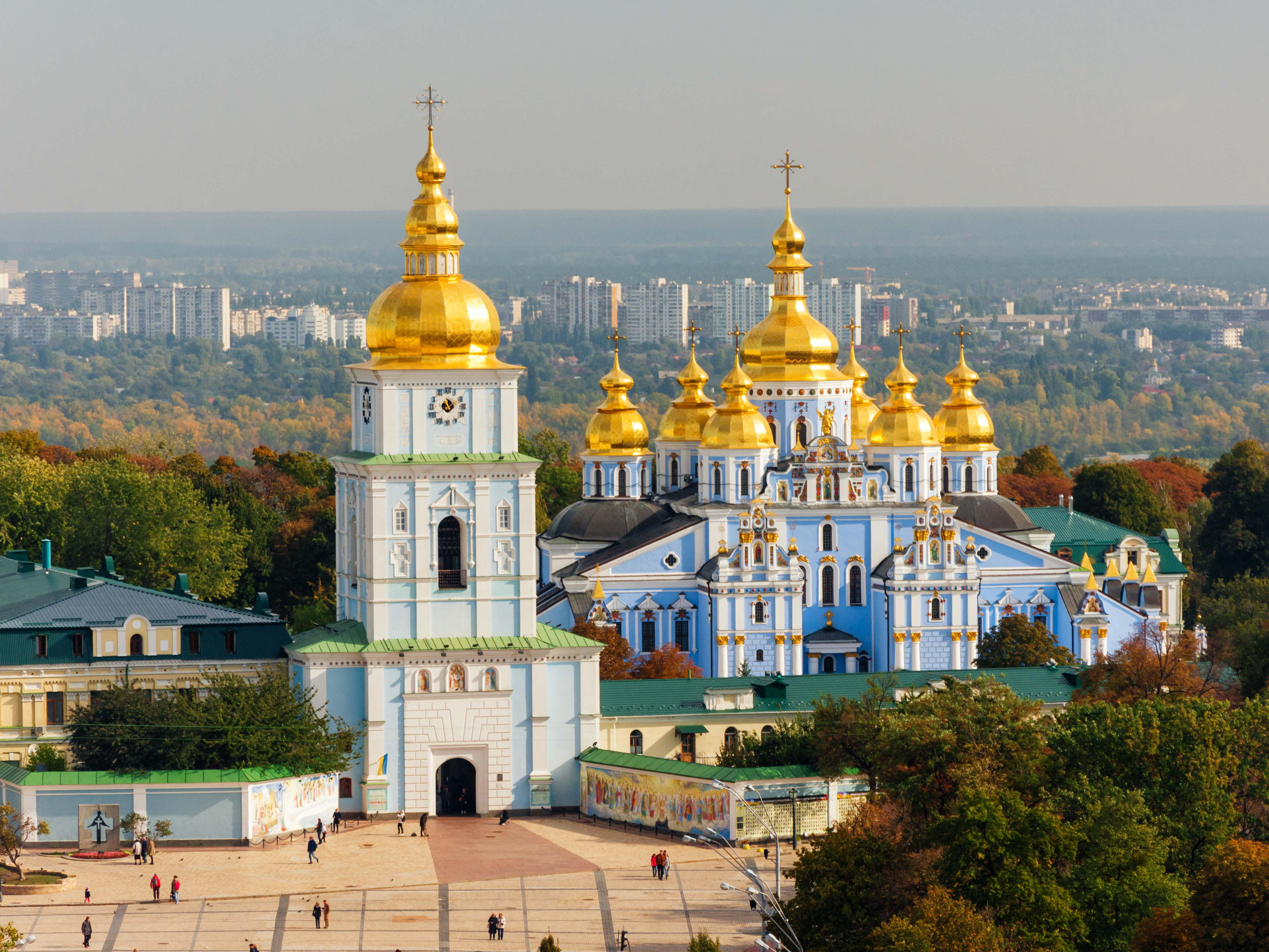
Михайловский Златоверхий монастырь в Киеве, основан в 1113 году, полностью разрушен в 1930-е годы. Заново построен в середине 1990-х, в современном виде является одним из ярких примеров украинского барокко

Украинское, или Казацкое барокко (в трудах некоторых современных украинских авторов выделяется как Мазепинское барокко) — разновидность стиля барокко, первоначально распространённая на Надднепрянской Украине, а после вступления Войска Запорожского в русское подданство получившая распространение в землях Русского царства и Российской империи в архитектуре, живописи, музыке и литературе.
Наибольшее распространение стиль украинского барокко получил в XVII—XVIII веках. Возникновение украинского барокко связано с национально-освободительным подъёмом в среде запорожского казачества, что придало украинскому барокко черты национального стиля.

## Архитектура

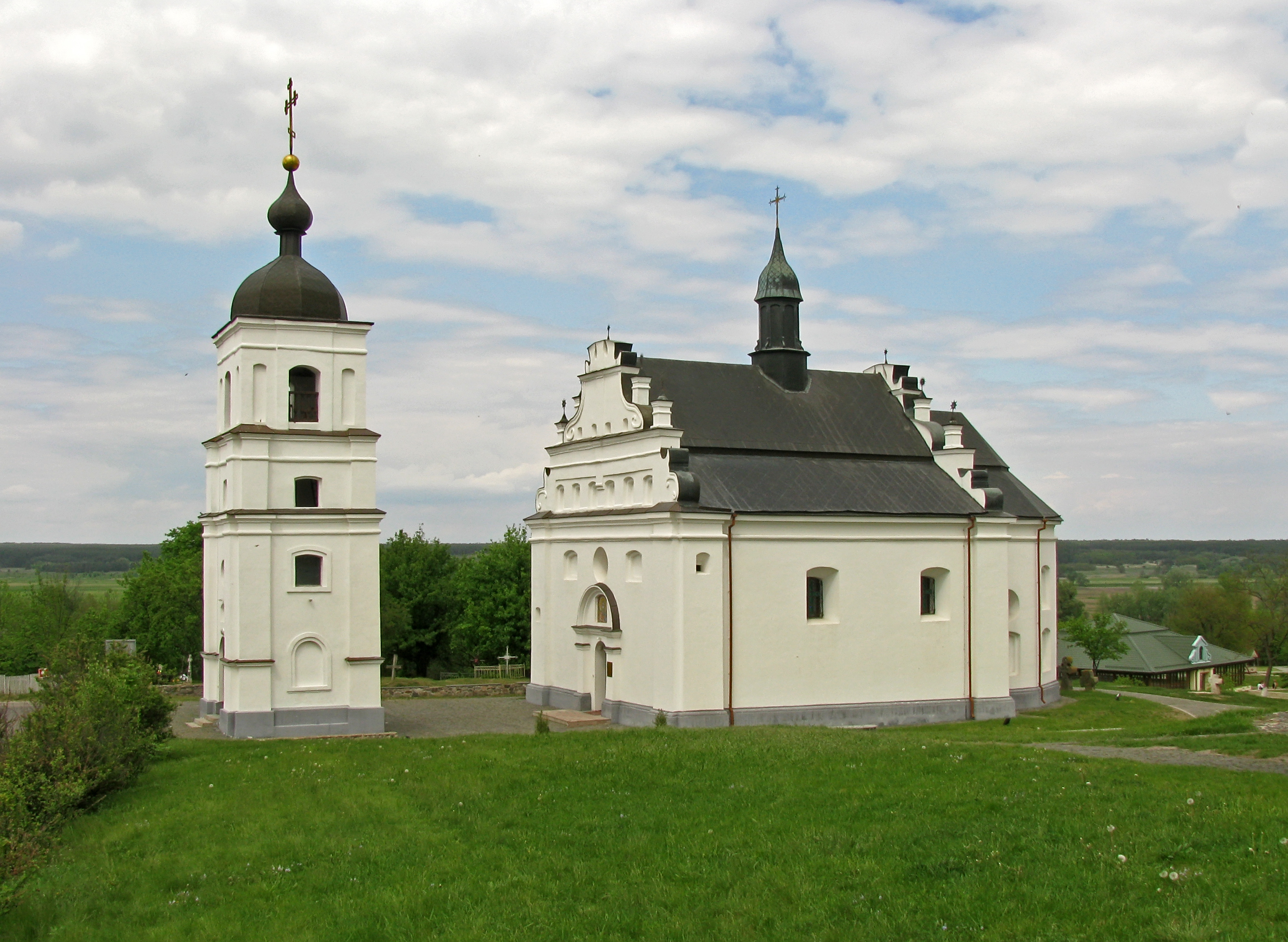
Ильинская церковь в Суботове. 1651

Для историко-регионального стиля украинского барокко характерно сочетание композиционных решений западноевропейского барокко и ренессанса с творческой переработкой наследия православного храмового зодчества, древнерусской архитектуры и украинской народной орнаментики. Как отмечают некоторые исследователи, на левом берегу Днепра, а также в Слободском крае, при проектировании храмов, традиции народного деревянного зодчества учитывались даже больше, чем прежние традиции православного зодчества.
Характерная черта архитектуры украинского барокко: яркий цветной фон стен, чаще синий или голубой, и сплошной ковер мелкого орнамента, состоящего из стилизованных завитков и натуралистически трактованных растений. Орнаментальный, поверхностно-маньеристичный принцип заметен и в использовании ордерных элементов: пилястры, колонки, фронтоны вместе с орнаментом вплетаются в общее кружево, как бы наложенное на плоскость стены. Несомненным является влияние украинского народного творчества, в частности, через орнаментацию печатных книг типографии Киево-Печерской лавры, основанной в 1616 году. Известно и критическое, даже слегка ироничное, отношение знатоков русской архитектуры к украинскому барокко. Так И. Э. Грабарь отмечал «кустарно-пряничный характер» украинской архитектуры. Г. К. Лукомский именно в отношении украинского барокко сформулировал свой знаменитый афоризм, о том, что такое зодчество состоит «не в постройке украшения, а в украшении постройки», называя подобные здания «резными рамами» и «расписными пряниками».

### Продолжение древнерусской традиции

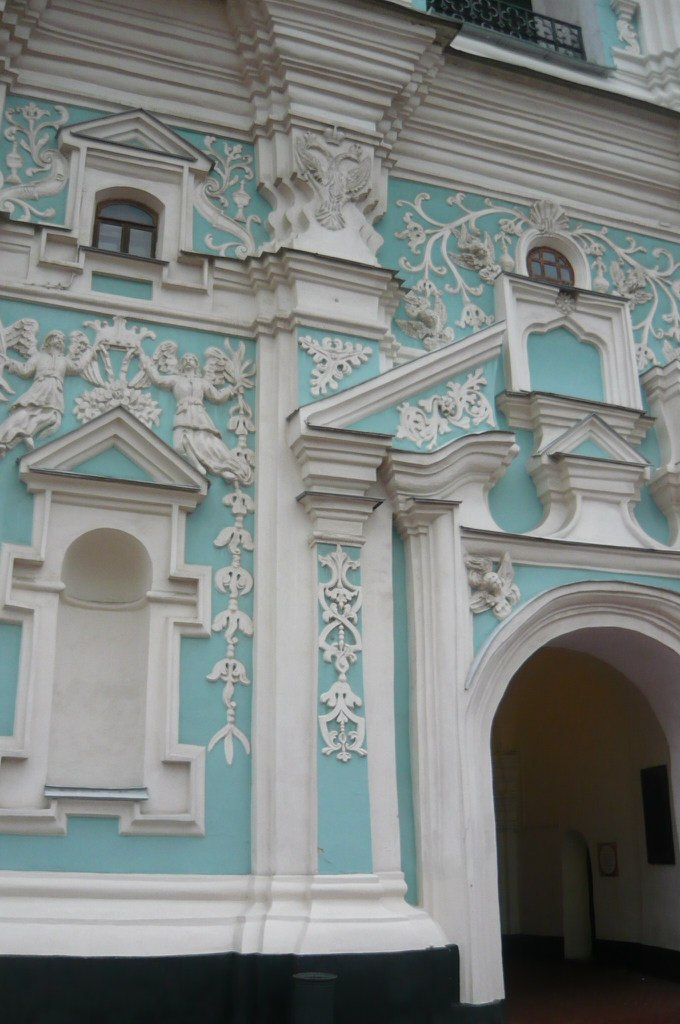
Фрагмент декора Звонницы Софийского собора в Киеве

Рождение казацкого барокко принято связывать с обновлением киевских и черниговских храмов домонгольского времени при митрополите Петре Могиле и его преемниках. Впервые после падения Руси начали масштабно возводиться православные храмы. Обрушившиеся или обветшавшие своды храмов зачастую перекладывались, куполам придавалась характерная грушевидная или бутонообразная форма, когда на одну «луковицу» словно бы насаживалась другая. Барабан мог венчаться куполом в виде полусферы, на который насаживался ещё один барабан с ещё одним куполом луковичной или конической формы. При этом, в отличие от «русского стиля», диаметр «луковицы» меньше диаметра барабана. Цвет куполов либо золотой, либо зелёный. На монументальные крестовокупольные сооружения накладывался дробный барочный декор (полуколонны, ризалиты, портики) с изображением растительного орнамента и ангелов. Здания либо белились, либо штукатурились в контрастные бело-голубые цвета.
К числу обновлённых таким образом древнерусских памятников принадлежат собор Елецкого монастыря в Чернигове, Софийский собор в Киеве, Успенский собор Киево-Печерского монастыря, соборы Выдубицкого и Михайловского Златоверхого монастыря в Киеве. Тогда же в древнерусских монастырях впервые появились колокольни. Эти ярусные сооружения строились отдельно от храмов и венчались массивным грушеобразным куполом. Многие обители были обнесены каменной оградой декоративного назначения.
На древние образцы ориентировались и строители соборов в относительно новых монастырях. В соответствии с православным каноном это были храмы крестовокупольные, трёхапсидные, пятиглавые, четырёх- или шестистолпные. Вместе с тем декорированы они были на «польский» (барочный) манер, фасады иногда фланкировали башнями. К памятникам этой группы принадлежат «мазепинские» соборы — Троицкий в Чернигове (1679—1695), Николаевский военный собор (1690—1696), Богоявленский собор в Братском монастыре (1690—1693).
Среди архитекторов казацкого барокко выделяют Ивана Зарудного, Степана Ковнира, Осипа Старцева, Ивана Григорович-Барского и др.

### Народное деревянное зодчество

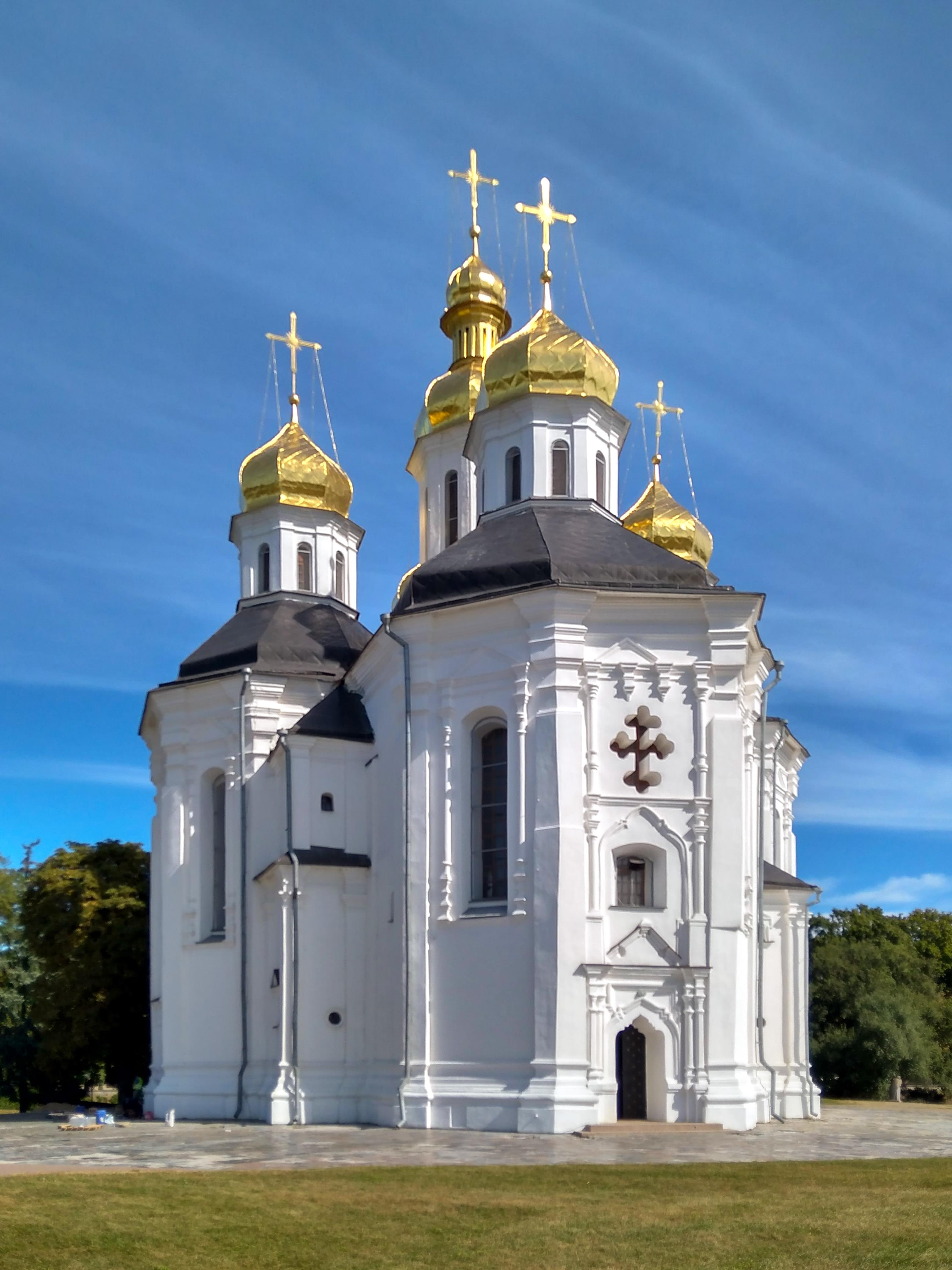
Екатерининская церковь в Чернигове. 1715

Храмы приходские, которые строились «всем миром», а не по государственно-монастырскому заказу, в большей степени ориентировались на образцы казацкого деревянного зодчества. Именно оттуда был позаимствован типичный для украинского барокко план церкви в виде креста с ячейками по углам, равно как и динамичная композиция центрального объёма (церковь Рождества Богородицы в селе Старый Ропск). Строители каменных храмов брали за образец сельские трёх- и пятисрубные деревянные церкви, причём форма срубов, как правило, была восьмигранной.
В трёхсрубных храмах восьмерики обычно выстроены в ряд по продольной оси восток-запад (пример — Николаевская церковь в Глухове, 1693). В пятисрубных храмах восьмерики расположены крестообразно, при этом на углах имеются камеры, подчас весьма развитые, достигающие в высоту двух третей от основного объёма храма (Екатерининская церковь в Чернигове, Успенский собор в Новгороде-Северском). Очень редко встречаются храмы не о трёх и не о пяти, а о семи (Крестовоздвиженский собор в Полтаве, 1699—1709; Спасская церковь в Стародубе) и даже о девяти верхах (девятибанный Троицкий собор в Новомосковске, 1775-80; Войсковой Воскресенский собор в Старочеркасск
Каждый сруб венчает купол на гранёном барабане. Для храмов украинского барокко характерна особая грушевидная форма глав, завершенных маленькими главками. Излюбленный прием украинских зодчих — «заломы», то есть завершение храма в виде нескольких поставленных друг на друга ярусов, каждый из которых прорезает свод предыдущего. Переход от широкого восьмерика к меньшему решался с помощью оригинальной конструкции свода в виде срезанного пирамидального шатра с кровлей плавных очертаний.

### Гетманское ктиторство

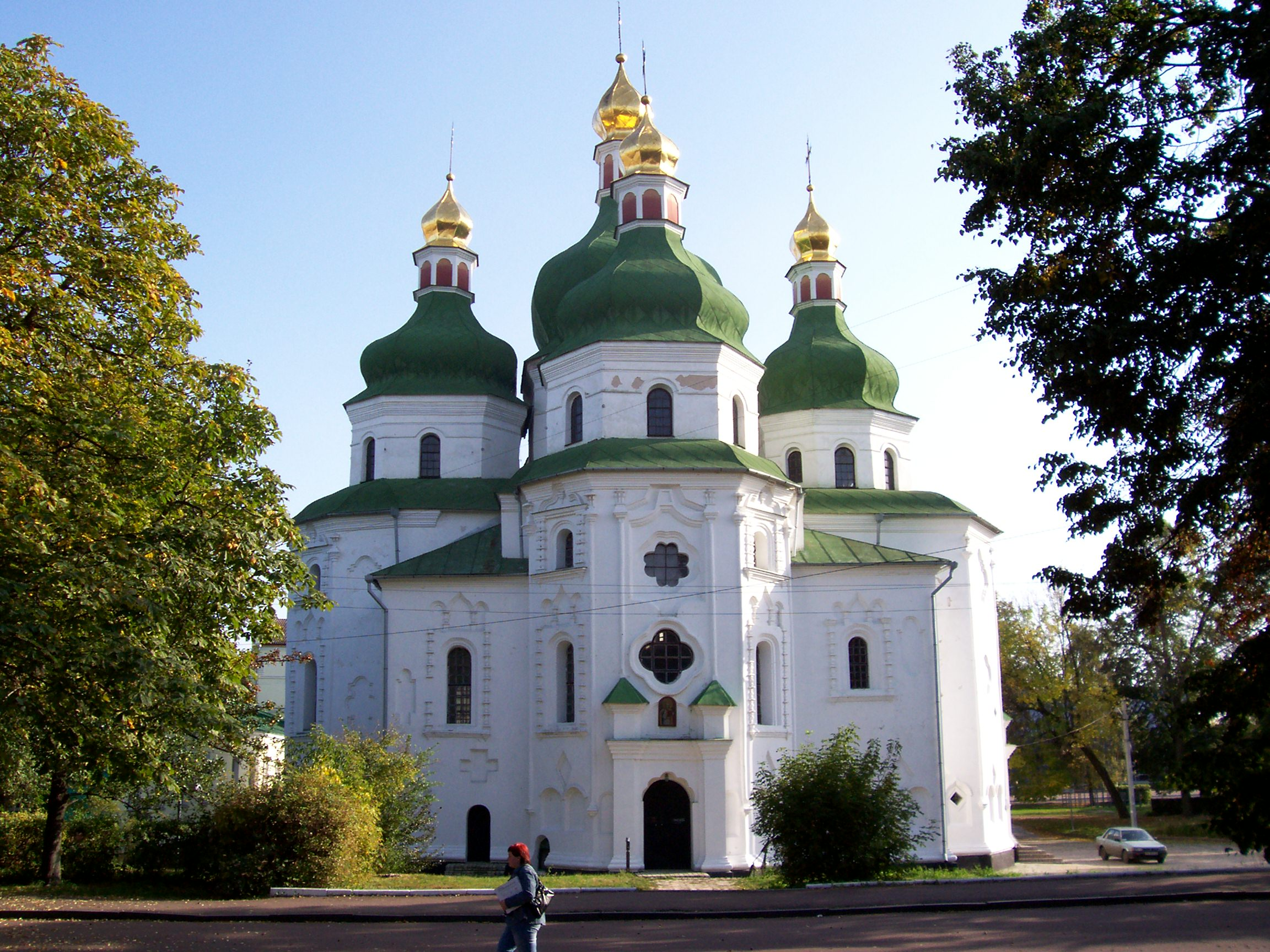
Николаевский собор в Нежине — один из первых памятников казацкого барокко

Наиболее продуктивный период в истории украинского барокко связан с периодом гетманства Ивана Самойловича, Ивана Мазепы, Ивана Скоропадского и Даниила Апостола. Его нижнюю границу обозначает возведение Николаевского собора в Нежине (1668-70), верхнюю — строительство Апостолом Спасской церкви в Больших Сорочинцах (1733). Все упомянутые гетманы поощряли возведение храмов не только на словах, но и финансами. Наибольшее количество храмов было возведено в царствование Петра Великого, когда полномочия гетмана были весьма широки. Гетманство Ивана Мазепы ознаменовало расцвет зодчества на Днепровских берегах, что позволяет украинским искусствоведам сегодня говорить не столько о казацком, или украинском барокко, сколько о барокко «мазепинском» (uk:Мазепинське бароко)
- Мгарский монастырь возле Лубен
- Вознесенский собор в Переяславе
- Богоявленский собор в Братском монастыре
- Николаевский военный собор
- церковь Всех Святых на Экономических вратах Печерского монастыря
- Троицкая и Николаевская церкви в Батурине
- Петропавловская церковь Густынского монастыря под Прилуками
- Успенский собор в Глухове
- Покровская церковь в Дегтярях.

Мазепинским постройкам свойственны монументальная пышность и вольное расположение частей и деталей сооружений, декоративность орнамента и игра светотени, призванные подчеркнуть преимущества огромной площади каменных церквей.

### Храмы Слобожанщины

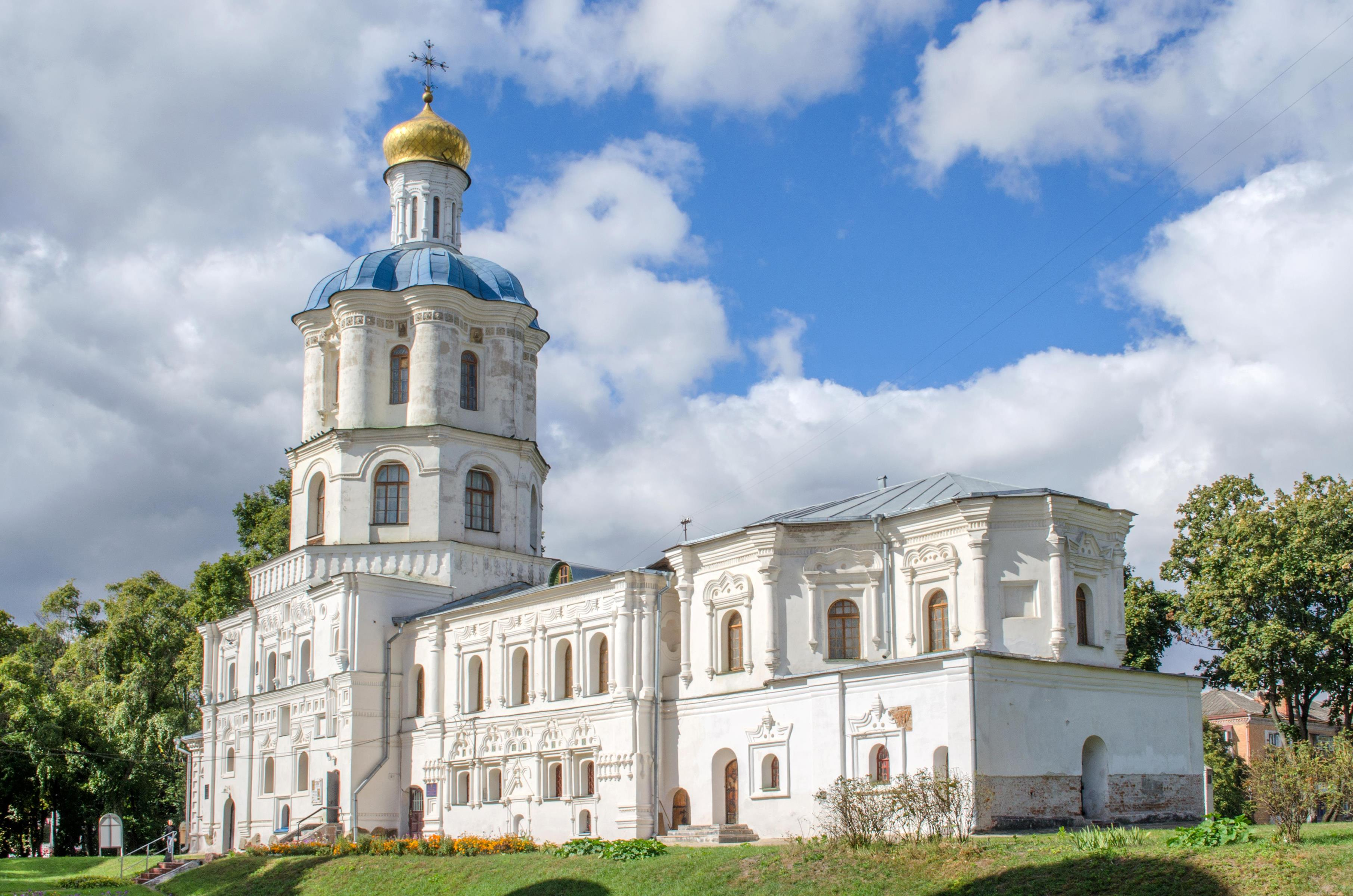
Башня-колокольня Черниговского коллегиума. 1702

Большим своеобразием отличаются храмы Слободской Украины. Пятибашенный Спасо-Преображенский собор в Изюме (1682) принадлежит к типу казацкого полкового собора, в то же время его своды напоминают рубленые. Особенность Покровской церкви в Харькове (1689) — тесно поставленное в ряд трёхглавие в местной традиции трёхмастной многозаломной церкви. Та же декоративная схема применена при возведении Николаевской церкви Святогорского монастыря (ок. 1684). Принято считать, что все три памятника строились одной артелью мастеров, несомненно, под сильным влиянием местного деревянного зодчества и, возможно, под руководством Ивана Зарудного.
Памятники слобожанской архитектуры XVII—XVIII вв. сосредоточены на востоке Украины и в западных областях Российской Федерации:
- Казацкий собор в Стародубе (1678, перестроен 1744),
- Николаевская церковь в Глухове (1693),
- Воскресенская церковь в Сумах (1702),
- Троицкий собор в Белгороде (1707, снесен в советское время);
- Свято-Покровский кафедральный собор в Ахтырке (1768);
- Троицкая церковь Ахтырского монастыря;
- Покровская церковь в Вильшанах под Харьковом (1769);
- Воскресенская церковь Хорошевского монастыря (1759),
- Трёхглавый собор в Севске (1718),
- Свенский монастырь и Белобережская пустынь на Брянщине.

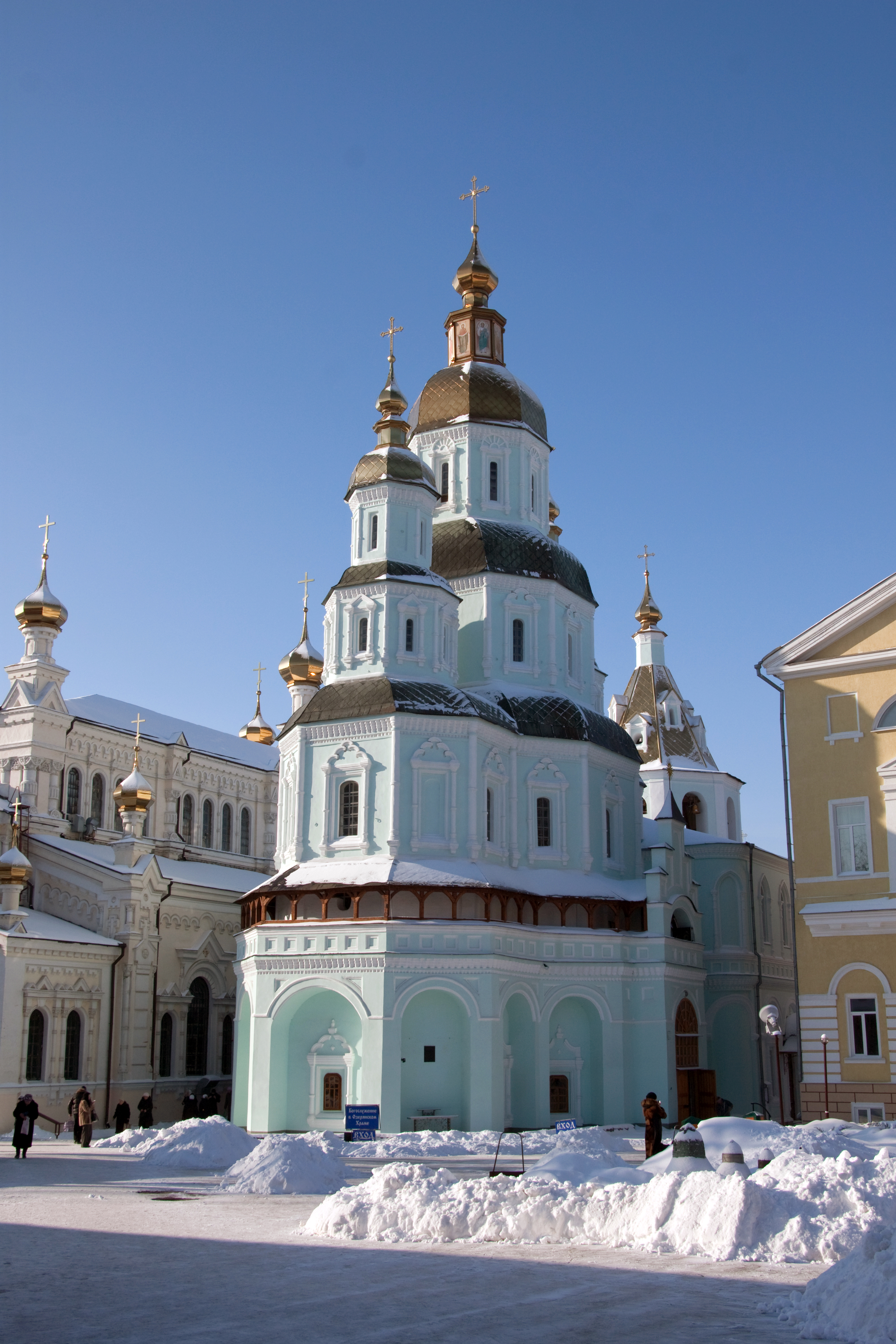
Покровский собор в Харькове. 1689
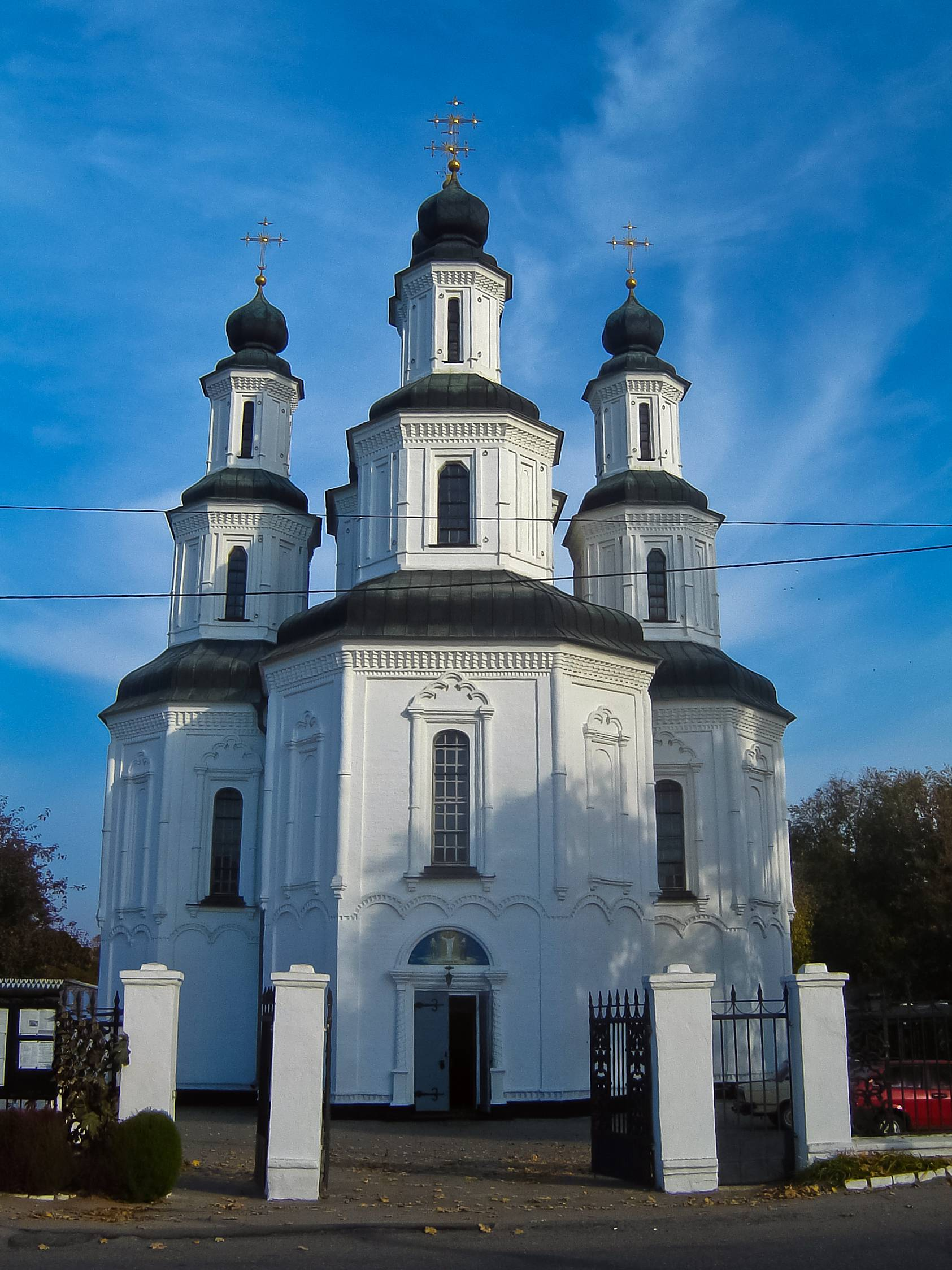
Преображенский собор в Изюме. 1682
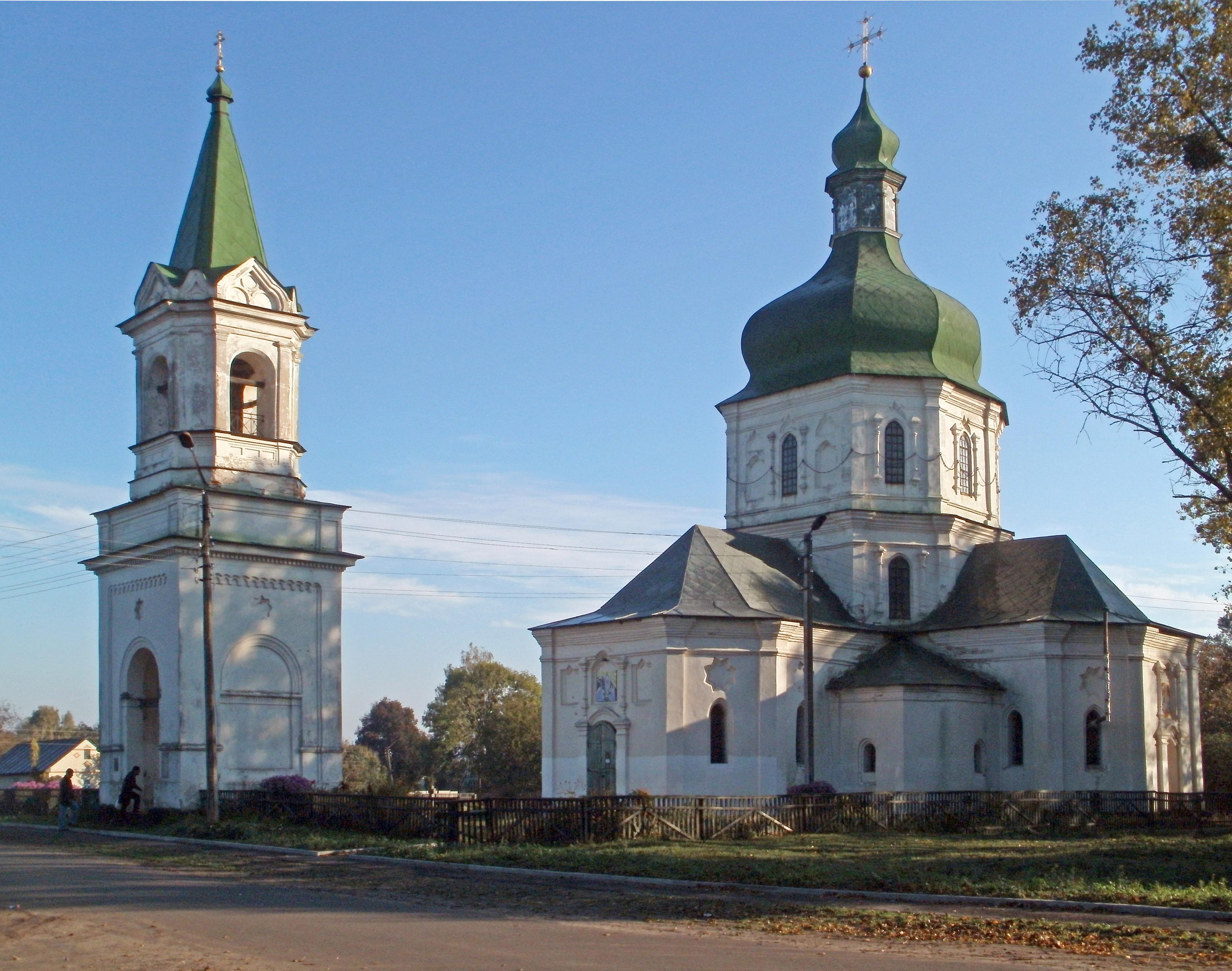
Церковь-усыпальница Лизогубов в Седневе. 1690
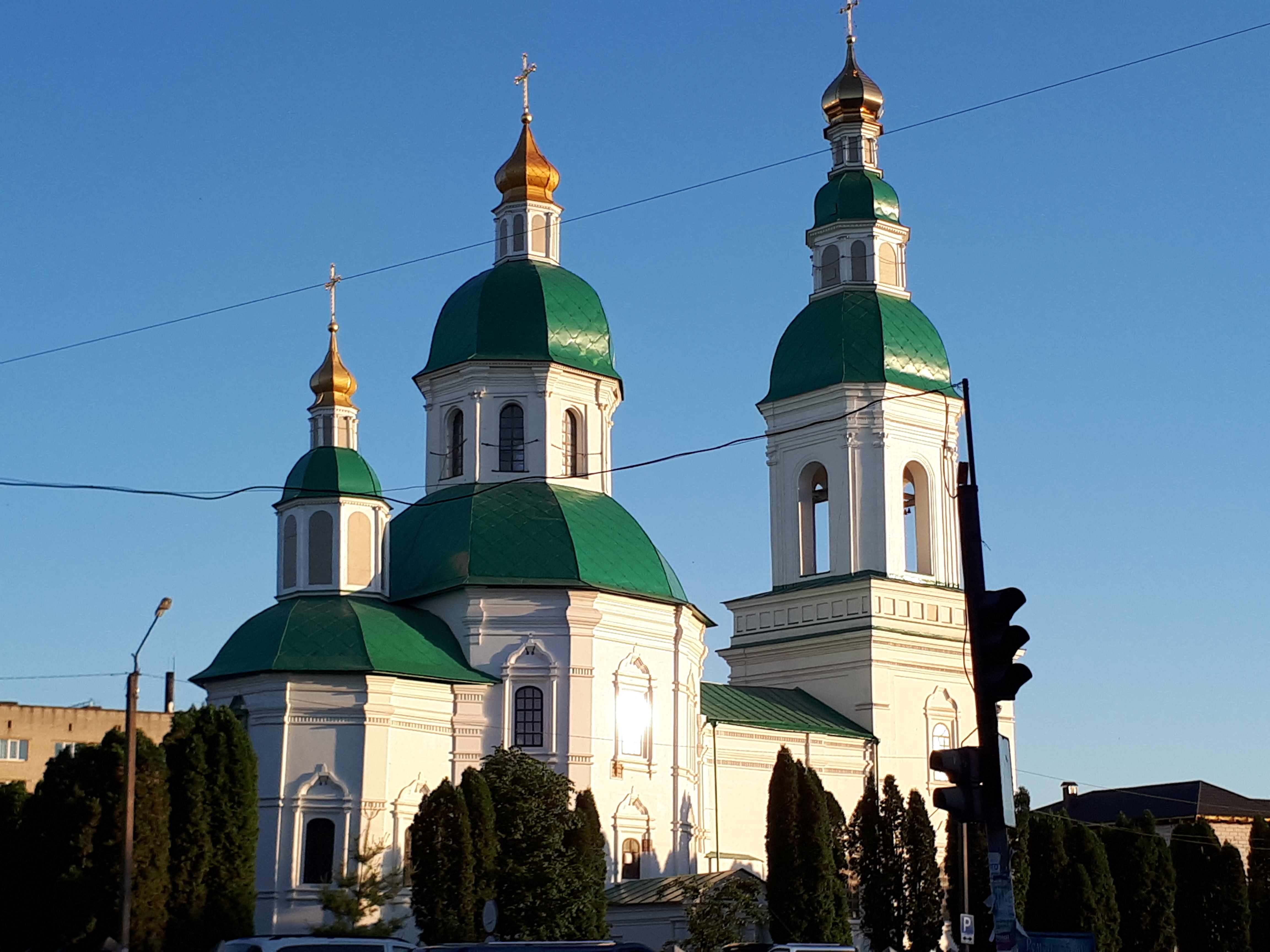
Николаевская церковь в Глухове (1693)
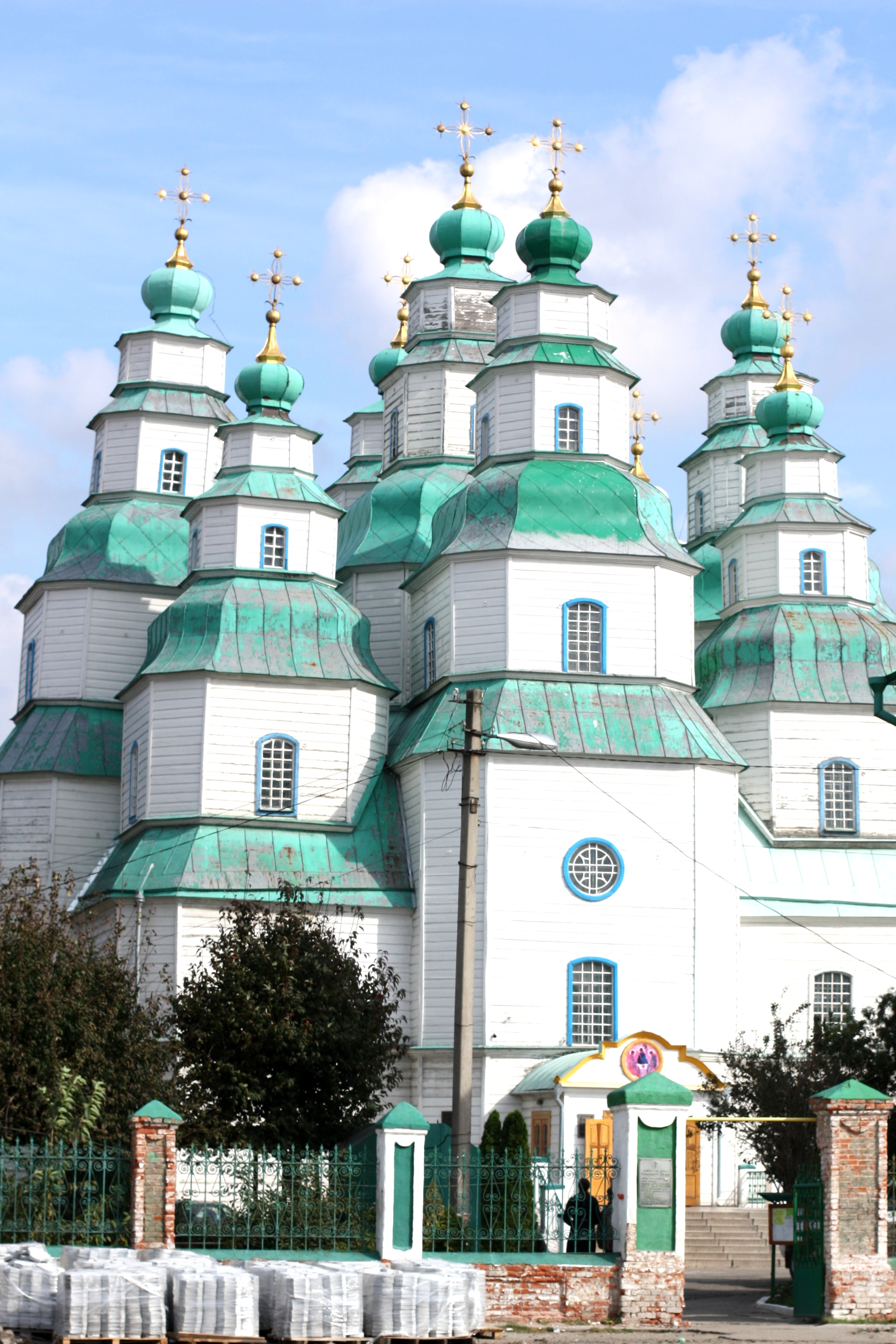
Деревянный Троицкий собор в Самаре (Днепропетровская область). 1778

### Гражданское зодчество
Наиболее известный пример гражданского зодчества украинского барокко — Черниговский коллегиум (1700-02). Сохранились также жилые дома казацкой старшины (как, например, дом полковника Лизогуба в Чернигове, палаты гетмана Мазепы под Рыльском) и монастырские трапезные палаты (наиболее ранний пример — в Троице-Ильинском монастыре, 1677-79).

### Взаимовлияние

Тюменский Троицкий монастырь (1715) свидетельствует о влиянии украинского зодчества на первые каменные здания Сибири

Правобережная Украина, оставшаяся после восстания Хмельницкого в пределах Речи Посполитой, продолжала развиваться в русле её архитектурных традиций, где вкусы диктовали заказчики — богатые магнаты, униатская и католическая церковь. Соответственно влияние народного деревянного зодчества на каменное зодчество здесь, если и проявляется, то весьма опосредованно. То же самое справедливо в применении к Белоруссии, где в XVIII веке на смену суровым, лишённым декора плоскостям «сарматского стиля» пришло виленское барокко, отличающееся в сравнении с украинским более прихотливым, вертикально устремлённым силуэтом, замысловатостью декорировки.
Украинское барокко оказало значительное влияние на становление барокко московского, многие мастера которого были выходцами с Левобережья. Архитектурным заимствованиям с Украины покровительствовали церковные иерархи, получившие образование в Киево-Могилянской академии. В конце XVII века в Русском государстве вслед за Украиной получают распространение храмы в форме восьмериков (см. восьмерик на четверике), иногда состоящие из трёх выстроенных в ряд объёмов (церковь царевича Иоасафа в Измайлово).
Купола Нового собора в Донском монастыре по украинской традиции ориентированы строго по сторонам света. Казанская церковь в Узком, подобно украинским храмам, — четырёхлепестковая пятибашенная. Волынец Фёдор Дубянский, став царским духовником, выстроил в своём имении Керстово под Петербургом точное повторение деревянного пятибанного храма в родном селе. Сибирские епископские кафедры занимали выходцы с Украины, чем объясняется, по-видимому, то, что мастера «сибирского барокко» ориентировались на украинские образцы в не меньшей степени, чем на московские.
В то же время влияние украинского зодчества на русское не было однонаправленным. Декоративная система русского узорочья преломилась в таких украинских памятниках, как Молченский монастырь под Путивлем. Возведением Военно-Никольского собора в Киеве руководил московский зодчий О. Д. Старцев, а один из самых характерных храмов украинского барокко, Всехсвятскую церковь Печерского монастыря, строил московский «каменных зданий художник» Д. В. Аксамитов. В середине XVIII века на Украине активно работали представители елизаветинского барокко — московские архитекторы Иван Фёдорович Мичурин (возведение Андреевской церкви по чертежам Растрелли) и Дмитрий Васильевич Ухтомский (Покровский собор в Ахтырке).

### Наследие

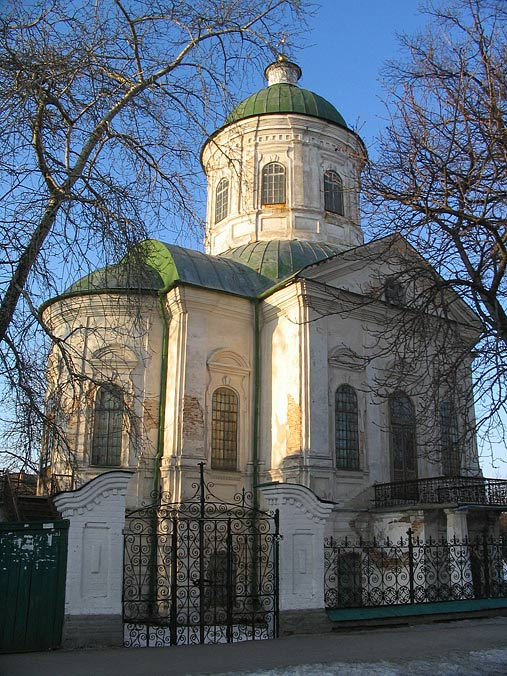
В нежинской церкви Иоанна Богослова (1757, арх. И. Григорович-Барский) намечается переход от барокко к классицизму

На протяжении XVIII века украинское барокко видоизменялось под влиянием западноевропейских и российских архитекторов, работавших на Украине. В Киеве середины века строили мастера иностранного происхождения, такие, как Готфрид Иоганн Шедель (Большая Лаврская колокольня) и Бартоломео Растрелли (Мариинский дворец). Традиции национального зодчества продолжали Степан Демьянович Ковнир (собор в Василькове) и Иван Григорович-Барский (реконструкция Кирилловской церкви).
Последний из гетманов, К. Г. Разумовский, предпочитал местным строительным кадрам архитекторов, выписанных из Санкт-Петербурга. В его поместьях строили такие далёкие от украинской традиции мастера, как Антонио Ринальди и А. В. Квасов. Последний не только увлёкся местным зодчеством, но и смог вписать в него новую страницу, возведя девятикамерный с пятью верхами собор в городе Козельце на Черниговщине.
В правление Екатерины II господствующим направлением в архитектуре становится классицизм. Тем не менее ретроспективное направление оставалось востребованным, и на протяжении всего XIX века в храмовой архитектуре Киева и Левобережья были слышны отголоски казацкого барокко (грушевидная форма куполов). Переход от украинского барокко к новой эстетике можно проследить на примере киевских построек Ивана Григоровича-Барского (1713—1785).
В 1905—1915 годах возводились отдельные храмы, сознательно стилизованные под постройки XVII—XVIII вв. (Покровская церковь в Плешивце, храм-памятник в Пляшеве на Казацких могилах). После обретения Украиной независимости (1991) были скрупулёзно восстановлены не только уничтоженные в советское время шедевры украинского барокко (Михайловский Златоверхий монастырь в Киеве), но и развернулось строительство новых церквей в духе осовремененного барокко (Троицкий собор в Киеве).

## Живопись
К лучшим образцам живописи в этой стилевой манере принадлежат фрески в Троицкой надвратной церкви Киево-Печерской лавры. В период украинского барокко наблюдалось стремительное развитие гравюрного искусства. Использовалась сложная система символизма, аллегории, геральдические знаки и пышные украшения.
В портретах того времени сотников и полковников, высшего духовенства, политических и культурных деятелей эпохи казацкой вольности, обнаруживается пышный стиль барокко, который выражал их стремление к рафинированной аристократичности:

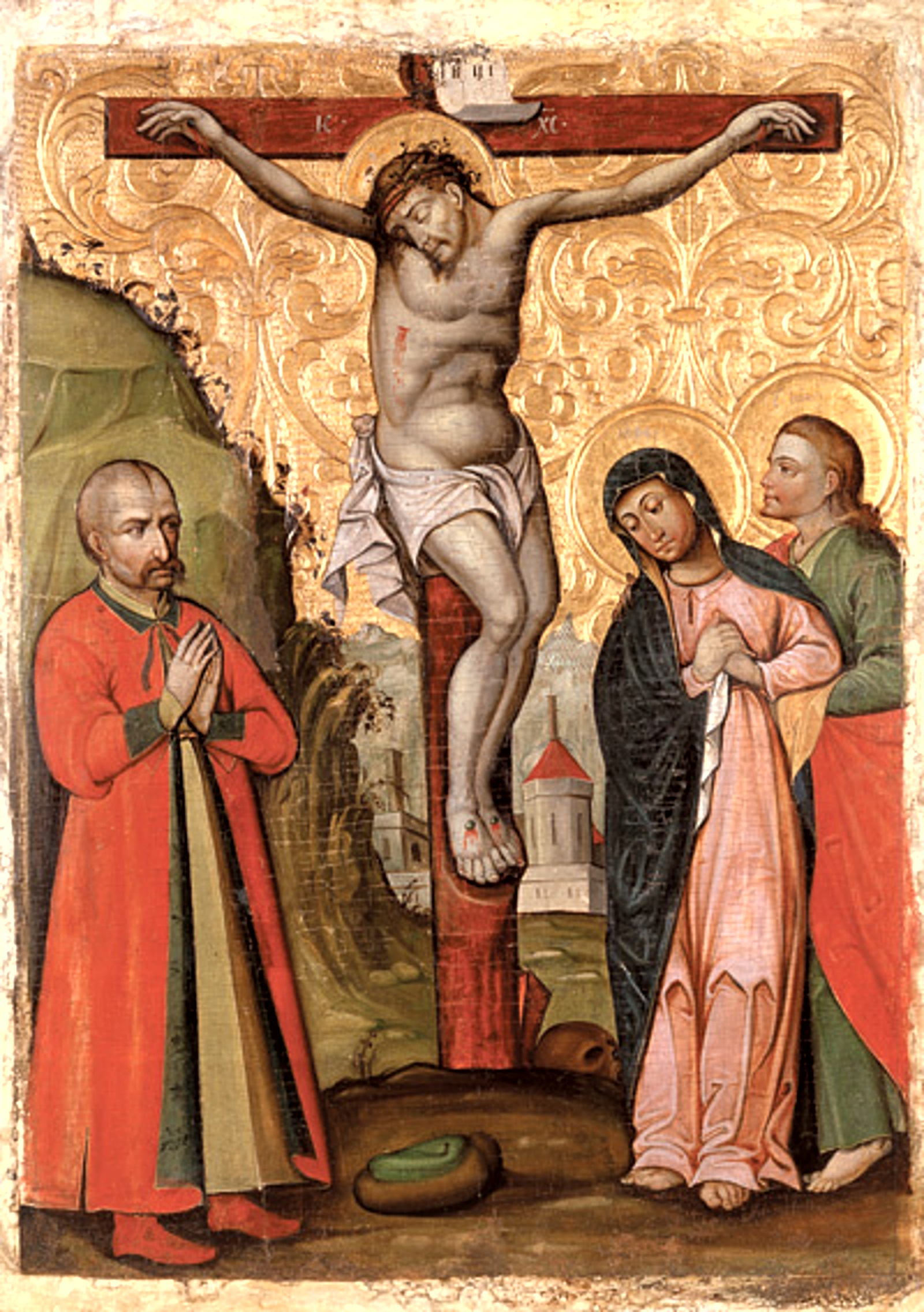
Распятие с лубенским полковником Леонтием Свечой.  XVII в.
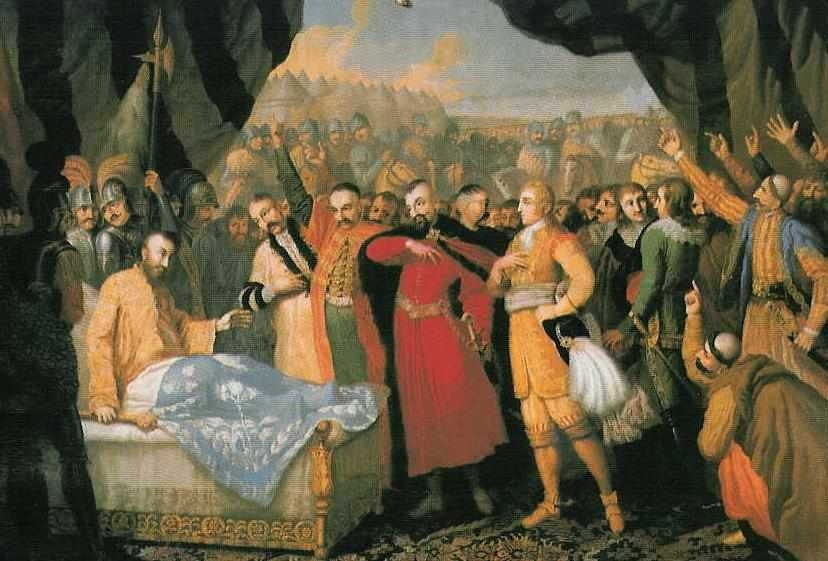
Франциск Смуглевич. Смерть Яна Ходкевича в Хотине 1621 году (среди присутствующих - П. Конашевич-Сагайдачный в красном)
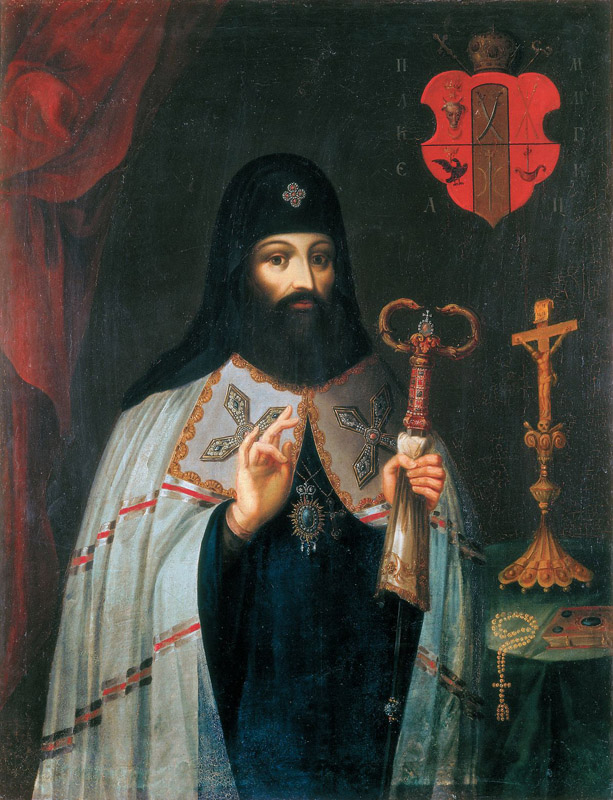
Неизвестный художник. Митрополит Пётр Могила. XVII в.
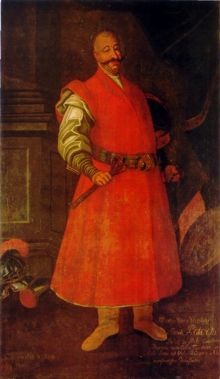
Яков Калинович (?). Портрет Н. Потоцкого. 1771. Львовская галерея искусств